# Glasgow Green
Glasgow Green est un parc public de Glasgow, sur la rive nord de la Clyde. Il s'agit du plus ancien parc de la ville puisqu'il remonte au XVe siècle.
Il a accueilli certains des premiers matches de football quand ce sport a commencé à se développer. Le tout premier match de l'histoire des Rangers s'y est déroulé en 1872.
Il est bordé par Templeton on the Green, l'ancienne usine de tapis James Templeton & Co. On y trouve également l'obélisque érigé en 1806 à la gloire de l'amiral Nelson.